# Bedrník obecný
Bedrník obecný (Pimpinella saxifraga) je vytrvalá rostlina dorůstající výšky až 60 cm. Má lysou nebo mírně pýřitou lodyhu, oblou, jemně rýhovanou, plnou, málo větvenou a nahoře bezlistou. Kořen je vřetenovitý a rozvětvený, má světle hnědou barvu. Vyznačuje se nepříjemným "kozlím" zápachem. Dolní listy jsou přisedlé, vejčité, zubaté, tří- až sedmijařmé a dvakrát peřenosečné. Horní listy jsou přisedlé, třídílné až nedělené. Bílé až narůžovělé květy se sdružují do malých okolíčků a ty pak do velkých okolíků. Kvete od června do října. Plody jsou vejčité, na hřbetu žebernaté.

## Výskyt
Bedrník roste na loukách, pastvinách, ve světlých lesích a křovinách, na mezích a náspech. Vyhledává místa se suchou a kamenitou půdou a s nižším obsahem živin.

## Využití

### Koření
Mladé listy se užívají jako koření do polévek a omáček především ve středomořské kuchyni.

### Sběr a sušení pro léčebné užití
Sbírat můžeme jak bedrník obecný, tak i bedrník větší (Pimpinella major L.). Jsou si podobné a mají stejné působení. Sbíráme kořen na jaře během března a dubna nebo na podzim v září a říjnu. Podzimní sběr po ukončení vegetačního období, nejlépe v říjnu kolem jedenácté hodiny dopoledne, je kvalitnější. Kořen očistíme a podélně ho rozpůlíme, sušíme ho umělým teplem při maximální teplotě 35 °C. Dobře usušený kořen má kořenitou a nasládlou chuť. Skladujeme ho ve vzduchotěsných nádobách, protože snadno navlhne a zplesniví.

### Kontraindikace
Bedrník není vhodný v těhotenství, po zánětu ledvin, pro lidi horkokrevné a cholerické, při předávkování dohází k přecitlivělosti na světlo.

## Galerie

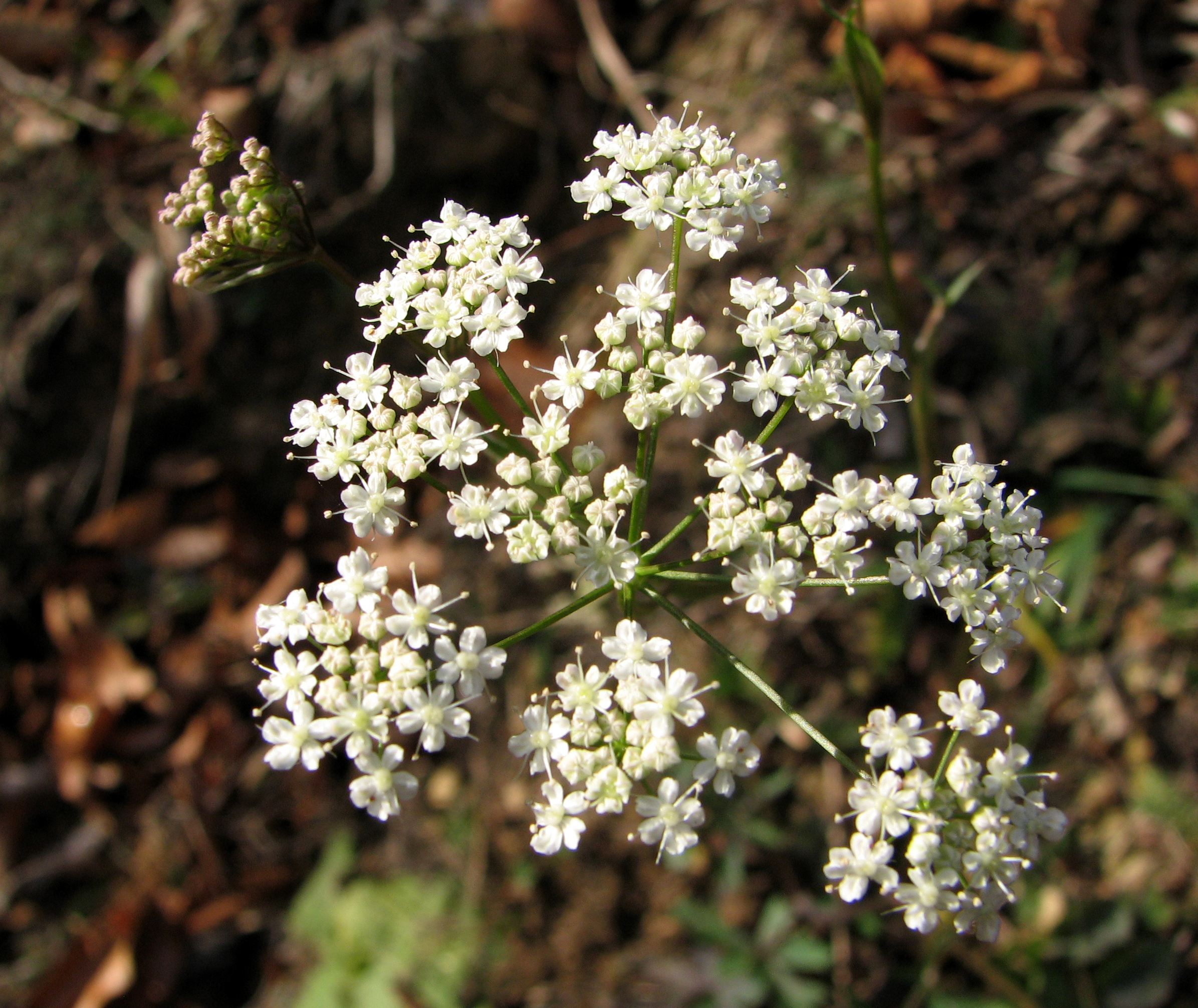
květ bedrníku obecného
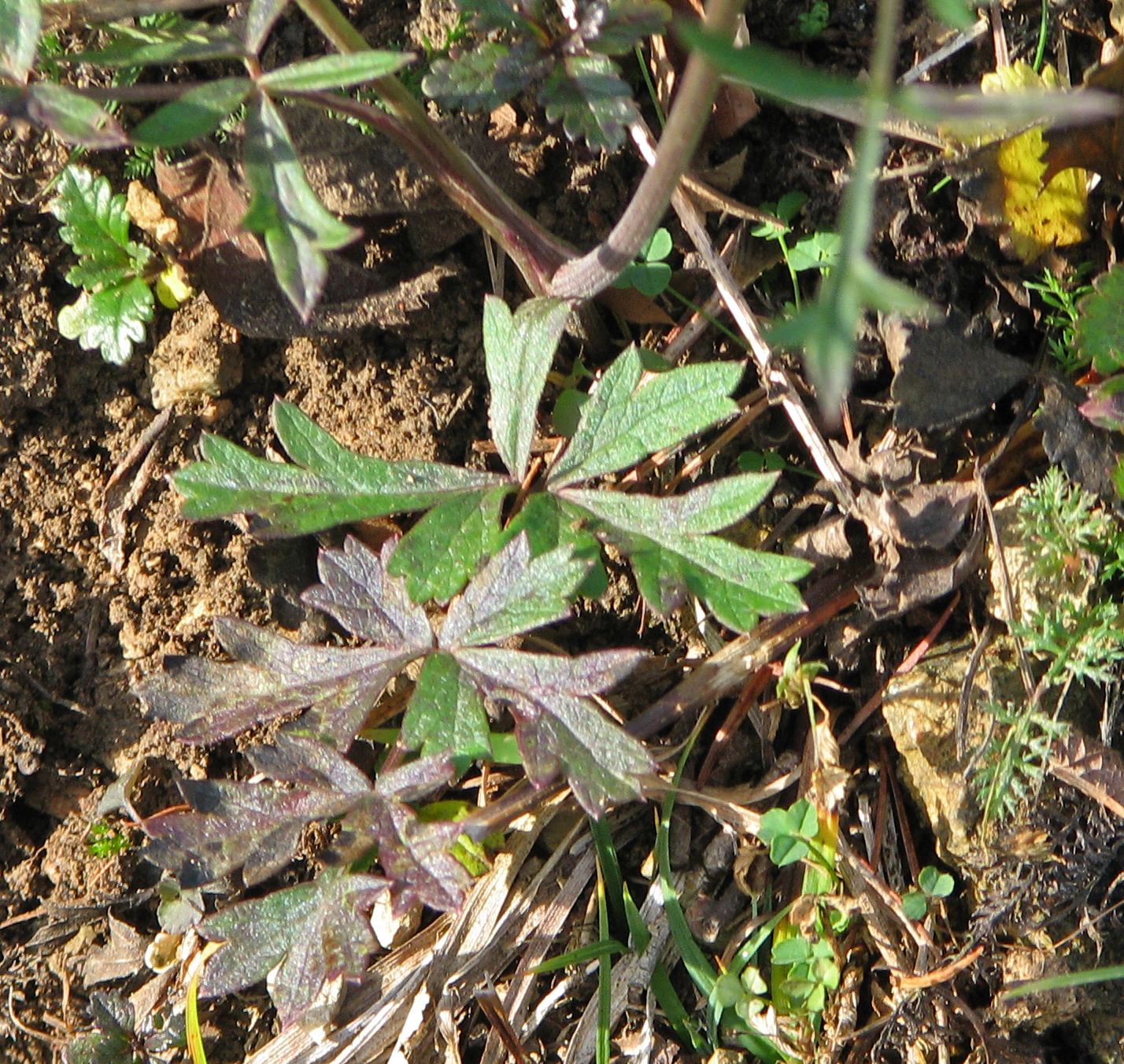
list bedrníku obecného